# Apystomyiidae
Apystomyiidae là một họ ruồi, trong liên họ Asiloidea. Họ này gồm một chi đơn loài hiện hữu Apystomyia và hai chi đã hóa thạch là Apystomima và Hilarimorphites. Loài duy nhất trong họ này còn tồn tại, Apystomyia elinguis, được tìm thấy ở California. Các hóa thạch của chi Hilarimorphites được tìm thấy trong mẫu vật hổ phách ở Miến Điện và ở New Jersey, còn mẫu vật của chi Apystomima được tìm thấy ở Kazakhstan.